# Nate Brooks
Nate Brooks, född 4 augusti 1933 i Cleveland, död 14 april 2020, var en amerikansk boxare.
Brooks blev olympisk mästare i flugvikt i boxning vid sommarspelen 1952 i Helsingfors.